# Lon Chaney Jr.
Creighton Tull Chaney , conegut artísticament com a Lon Chaney Jr., (Oklahoma City, 10 de febrer de 1906 – San Clemente, 12 de juliol de 1973) va ser un actor estatunidenc, famós pels seus papers en pel·lícules de monstres i perquè era el fill de Lon Chaney conegut en el cinema mut com «l'home de les mil cares».
El seu veritable nom era Creighton Tull Chaney, i va començar a utilitzar el sobrenom de Lon Chaney, Jr. a partir de 1935. Va haver de treballar intensament per evitar estar a l'ombra de la fama del seu pare. La seva primera aparició en una pel·lícula fou en un paper sense acreditar a Girl Crazy (La noia boja), el 1932.
El 1941, Chaney va interpretar el personatge epònim en la versió de The Wolf Man (L'home llop) per a Universal Pictures, la caracterització del qual l'havia de marcar per a la resta de la seva vida.
Durant els anys següents va treballar en les pel·lícules de terror de la Universal, repetint el paper d'home llop a Frankenstein i l'home llop i House of Dracula (La casa de Dràcula); el del monstre de Frankenstein a The Ghost of Frankenstein (El fantasma de Frankenstein); Kharis a The Mummy's Tomb (La tomba de la mòmia), The Mummy's Ghost (El fantasma de la mòmia) i The Mummy's Curse (La maledicció de la mòmia) i el de Dràcula a Son of Dracula (El fill de Dràcula).
És curiosa la seva participació, el 1948, en la pel·lícula còmica Abbott and Costello Meet Frankenstein (Abbott i Costello coneixen Frankenstein) en el paper d'home llop, al costat de Béla Lugosi que interpreta Dràcula.
La Universal també li va assignar sèries de misteris parapsicològics i pel·lícules de l'Oest.
Després de deixar la Universal, va treballar de forma esporàdica, en part pel seu encasellament en papers de terror, pels seus problemes d'alcoholisme i pel càncer de gola que va patir durant els últims anys de la seva vida, la mateixa malaltia que va posar fi a la vida del seu pare.
A causa d'aquest càncer, el seu últim paper va consistir en un assistent mut de Frankenstein a Dracula versus Frankenstein (Dràcula contra Frankenstein) (1971).
Sense dubte, la seva millor interpretació fou la de Martin Howe a Sol davant el perill, el 1952.
Se’l considera un dels grans actors clàssics del cinema de terror, al costat de Boris Karloff i Béla Lugosi.

## Filmografia

### Cinema

#### 1920
- The Trap (1922) (Hand Only)[3]

#### 1930
- The Galloping Ghost (1931)
- Girl Crazy (1932)
- The Roadhouse Murders (1932)
- Ocell del paradís (Bird of Paradise) (1932)
- The Most Dangerous Game (1932)
- The Last Frontier (1932)
- The Black Ghost (1932)
- Lucky Devils (1933)
- The Three Musketeers (1933)
- Son of the Border (1933)
- Scarlet River (1933)
- Sixteen Fathoms Deep (1934)
- The Life of Vergie Winters (1934)
- Girl o' My Dreams (1934)
- The Marriage Bargain (1935)
- Hold 'Em Yale (1935)
- A Scream in the Night (1935)
- Accent on Youth (1935)
- The Shadow of Silk Lennox (1935)
- The Singing Cowboy (1936)
- Undersea Kingdom (1936)
- Ace Drummond (1936)
- Killer at Large (1936)
- Rose Bowl (1936)
- The Old Corral (1936)
- Cheyenne Rides Again (1937)
- Love Is News (1937)
- Midnight Taxi (1937)
- Secret Agent X-9 (1937)
- That I May Live (1937)
- This Is My Affair (1937)
- Angel's Holiday (1937)
- Born Reckless (1937)
- Wild and Woolly (1937)
- The Lady Escapes (1937)
- One Mile From Heaven (1937)
- Thin Ice (1937)
- Charlie Chan on Broadway (1937)
- Life Begins in College (1937)
- Wife, Doctor, and Nurse (1937)
- Second Honeymoon (1937)
- Checkers (1937)
- Love and Hisses (1937)
- City Girl (1938)
- Happy Landing (1938)
- Sally, Irene and Mary (1938)
- Mr. Moto's Gamble (1938)
- Walking Down Broadway (1938)
- Alexander's Ragtime Band (1938)
- Josette (1938)
- Speed to Burn (1938)
- Passport Husband (1938)
- Straight Place and Show (1938)
- Submarine Patrol (1938)
- Road Demon (1938)
- Jesse James (1939)
- Union Pacific (1939)
- Charlie Chan in City in Darkness (1939)
- Of Mice and Men (1939)
- Frontier Marshal (1939)

#### 1940
- North West Mounted Police (1940)
- One Million B.C. (1940)
- Too Many Blondes (1941)
- Billy the Kid (1941)
- Man Made Monster (1941)
- San Antonio Rose (1941)
- Riders of Death Valley (1941)
- Badlands of South Dakota (1941)
- The Wolf Man (1941)
- North to the Klondike (1941)
- Overland Mail (1942)
- The Ghost of Frankenstein (1942)
- Keeping Fit (1942)
- Eyes of the Underworld (1942)
- The Mummy's Tomb (1942)
- Frontier Badmen (1943)
- Frankenstein i l'home llop (Frankenstein Meets the Wolf Man) (1943)
- What We Are Fighting For (1943)
- Son of Dracula (1943)
- Crazy House (1943)
- Calling Dr. Death (1943)
- Weird Woman (1944)
- The Mummy's Ghost (1944)
- Cobra Woman (1944)
- The Ghost Catchers (1944)
- Dead Man's Eyes (1944)
- House of Frankenstein (1944)
- The Mummy's Curse (1944)
- Here Come The Co-Eds (1945)
- The Frozen Ghost (1945)
- Strange Confession (1945)
- House of Dracula (1945)
- The Daltons Ride Again (1945)
- Pillow of Death (1945)
- Desert Command (1946)
- Morena i perillosa (My Favorite Brunette) (1947)
- Laguna U.S.A. (1947)
- Albuquerque (1948)
- The Counterfeiters (1948)
- Abbott and Costello Meet Frankenstein (1948)
- 16 Fathoms Deep (1948)

#### 1950
- Captain China (1950)
- There's a Girl In My Heart (1950)
- Once a Thief (1950)
- Inside Straight (1951)
- Bride of the Gorilla (1951)
- Only the Valiant (1951)
- Behave Yourself! (1951)
- Flame of Araby (1951)
- The Bushwhackers (1952)
- The Thief of Damascus (1952)
- Battles of Chief Pontiac (1952)
- Sol davant el perill (High Noon) (1952)
- Springfield Rifle (1952)
- The Black Castle (1952)
- Raiders of the Seven Seas (1953)
- Bandit Island (1953)
- A Lion Is in the Streets (1953)
- The Boy from Oklahoma (1954)
- La gran nit de Casanova (Casanova's Big Night) (1954)
- The Big Chase (1954)
- Passió (Passion) (1954)
- The Black Pirates (1954)
- Jivaro (1954)
- Big House, U.S.A. (1955)
- Mil vegades mort (I Died a Thousand Times) (1955)
- Pacte d'honor (The Indian Fighter) (1955)
- No seràs un estrany (Not as a Stranger) (1955)
- The Silver Star (1955)
- The Black Sleep (1956)
- Indestructible Man (1956)
- Manfish (1956)
- Pardners (1956)
- Daniel Boone, Trail Blazer (1956)
- The Cyclops (1957)
- Fugitius (The Defiant Ones) (1958)
- The Alligator People (1959)
- Money, Women, and Guns (1959)

#### 1960
- House of Terror (1960)
- The Phantom (1961)
- The Devil's Messenger (1961)
- Rebellion in Cuba (1961)
- El palau encantat (The Haunted Palace) (1963)
- Face of the Screaming Werewolf (1964)
- Law of the Lawless (1964)
- Witchcraft (1964)
- Stage to Thunder Rock (1964)
- Spider Baby (1964)
- House of Black Death (1965)
- Young Fury (1965)
- Black Spurs (1965)
- Town Tamer (1965)
- Johnny Reno (1966)
- Apache Uprising (1966)
- Welcome to Hard Times (1967)
- Dr. Terror's Gallery of Horrors (1967)
- Hillbillys in a Haunted House(1967)
- The Far Out West (1967)
- Cannibal (1968)
- Buckskin (1968)
- The Fireball Jungle (1969)
- The Female Bunch (1969)
- A Stranger in Town (1969)

#### 1970
- Dracula vs. Frankenstein (1971)

### Televisió
- Hawkeye and the Last of the Mohicans (1957). Rol de chingachgook.
- Along the Mohawk Trail (1957)
- The Redmen and the Renegades (1957)
- The Pathfinder and the Mohican (1957)
- 13 Demon Street (1959) - Chaney era el presentador de la sèrie d'antologia de terror.